# ابر عدسگون
ابر عدسگون (به انگلیسی: Lenticular clouds) ابری است به شکل عدس یا بادام، غالباً بسیار طویل و معمولاً با حدود کاملاً مشخص، گاهی لبه‌های آن قوس و قزحی است؛ این نوع ابر منشأ کوهستانی دارد، اما ممکن است در نواحی نیمه‌کوهستانی نیز دیده شود؛ این اصطلاح عمدتاً همراه با ابرهای پرسا کومه‌ای و فرازکومه‌ای و پوشن‌کومه‌ای می‌آید.